# 出山信號場

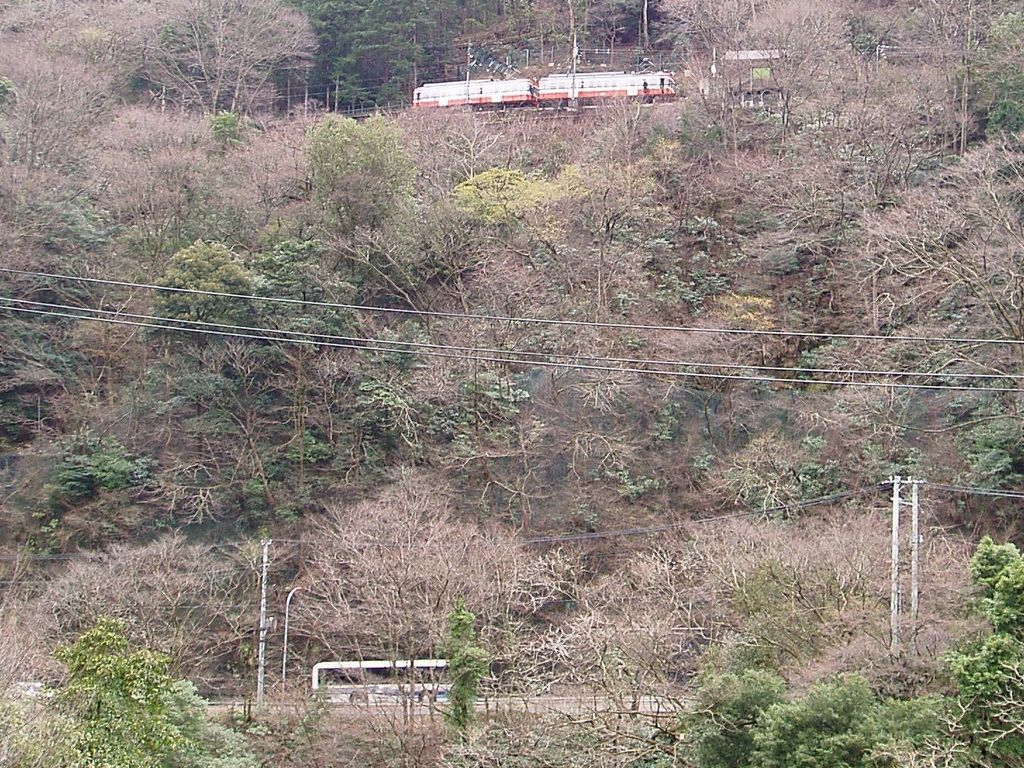
遠望出山信號場。

出山信號場 （日语：／ Deyama-shingōjō */?）是一個位於神奈川縣足柄下郡箱根町大平台，設於小田急箱根鐵道線（箱根登山電車）塔之澤站－大平台站之間的信號場。

## 概要
出山信號場是一個頭端式折返信號場。列車到達後，駕駛員需移步至列車的另一端，再以反方向繼續駕駛並駛入另一段路段。這樣的設計是為了簡化興建時間及節省成本，以讓鐵路能行駛至高海拔地方。
由塔之澤站起的上山路段，先後會駛經三個折返式信號場，此處為第一個。最初標記為234米，2013年經再次勘定高度後更改為222米。現時設定為全日均有列車進行交會，由塔之澤站上山，會使用外側的月台；由大平台站下山，採用山側的月台。

## 結構
外側月台末端靠向轉轍器方向，設有木製單層站舍一座，是過往未採用電子自動閉塞系統時，供鐵道員以手動控轉轍器調度，自動化後改為放置信號機。
設有側式月台2個，提供2面2線配置，有效長度為3輛。但只供駕駛員使用，通過至另一端駕駛室繼續行駛，乘客不能在此上落。月台上設有站牌提示。

### 月台配置
| 月台 | 路線         | 方向 | 目的地       | 備註         |
| ---- | ------------ | ---- | ------------ | ------------ |
| 外側 | 箱根登山電車 | 下行 | 強羅方向     | 不供上落乘客 |
| 內側 | 箱根登山電車 | 上行 | 箱根湯本方向 | 不供上落乘客 |

## 歷史
- 1919年6月1日：隨路線開通而設立。

## 相鄰車站
小田急箱根
 鐵道線（箱根登山電車）
塔之澤（OH 52）－出山信號場－大平台（OH 53）